# Xx (The xx)
xx è il primo album della band indie pop inglese The xx, pubblicato il 17 agosto 2009 da Young Turks. Prodotto autonomamente dalla stessa band, è stato pubblicato dalla Young Turks Records il 17 agosto 2009 nel Regno Unito e il 20 ottobre 2009 nel Nord America. È stato registrato tra dicembre 2008 e aprile 2009 in un piccolo garage attiguo allo studio della casa discografica indipendente XL, spesso di notte, fattore che ha contribuito alla formazione dell'atmosfera elegante dell'album.

## Tracce
1. Intro – 2:08
2. VCR – 2:57
3. Crystalised – 3:22
4. Islands – 2:41
5. Heart Skipped a Beat – 4:02
6. Fantasy – 2:38
7. Shelter – 4:30
8. Basic Space – 3:08
9. Infinity – 5:13
10. Night Time – 3:37
11. Stars – 4:23

## Riconoscimenti
xx vince l'"XFM's New Music Award" 2010 e si piazza al secondo posto nel sondaggio per il miglior album del "NME" 2009. È stato inserito al 53º posto della classifica per il miglior album del decennio (2000-2010) dalla rivista Fact Magazine ed è stato considerato, dalla stessa rivista, il miglior album del 2009. Si piazza anche al quarto posto della classifica come miglior album del 2009 del Chicago Tribune, mentre al terzo posto in quella del Pitchfork.com. Per il The Guardian e per la Rough Trade Records è il miglior album del 2009.

## Classifiche
| Classifica                  | Posizione migliore |
| --------------------------- | ------------------ |
| Top Heatseekers             | 1                  |
| Top Independent             | 9                  |
| Top Rock                    | 30                 |
| Billboard 200               | 94                 |
| Top Digital                 | 19                 |
| Top Modern Rock/Alternative | 21                 |